# 最強武将伝 三国演義
『最強武将伝 三国演義』（さいきょうぶしょうでん さんごくえんぎ、簡体字中国語: 三国演义）は、中国四大奇書の一つである羅貫中作の通俗歴史小説『三国演義』のテレビアニメ化作品である。

## 概要
中国中央電視台（CCTV）傘下のアニメ制作会社「北京輝煌動画公司」と日本の映像企画制作企業「フューチャー・プラネット株式会社」の合作。製作費用は6億5000萬円。制作期間は25か月（4年と主張する記事もある）で、制作に参加したスタッフ数は延べ2000人以上。日本のアニメ演出家が絵コンテの原稿を提供し、中国側がアニメの制作を行うという形で制作された。中国本土では2009年8月からCCTV-8（テレビドラマチャンネル）にて本格放送開始。
三国志の映像化作品は赤壁の戦いを一つの区切りとするものが多いが、本作は晋による統一までを描く。そのため例えば第1話では、貂蝉が王允の養子となるまでの経緯を乱世の描写と絡めて丁寧に描く一方で、桃園の誓いから黄巾の乱討伐、張飛の督郵打擲のくだりまでを一気に描くなど、全体にスピードが速い。赤壁の戦いなど数話に渡り描写されるエピソードがある一方、ナレーションで済ませるなど省略・短縮されたエピソードも多くある。日本語吹き替え版では分かりやすさを優先してか、登場人物は劇中でも姓と諱で呼ばれている。
日本の大手玩具メーカーであるタカラトミーも2億5000万円の製作費用を出資しており、同社から本作品に関するフィギュアやカードゲームといったグッズ類が輸入販売されている。
日本側の制作会社であるフューチャー・プラネット株式会社は、本作品が放送される前に既に経営危機に陥り、負担すべき制作費を支払えなかったため、同社が保有していた本作品に関する権利を他の製作会社へ譲渡した。同社は2010年7月31日に全社員を解雇し、8月26日に債権者から破産手続を申し立てられ、9月29日に破産手続の開始決定を受けた。

## スタッフ
- 原作 - 羅貫中
- 総監製 - 焦利（中国語版）
- 監製 - 余培侠（中国語版）、高建民、張曉海、張海潮
- 総企画 - 胡恩（中国語版）、孫玉勝（中国語版）、李建、李挺、朱彤
- 企画 - 汪国輝、李央、王英、石畑俊三郎、周鳳英、佐藤慶太
- チーフプロデューサー - 周鳳英、石畑俊三郎（中国語版）→佐藤慶太（日本語版）
- エグゼクティブ・プロデューサー - 顧鵬、黒木健一、金光国、李永喜、薛雅安、史書魁
- 顧問 - 劉世徳、閻善春、張晶
- シリーズ構成 - 王大為（中国語版）
- 脚本 - 王鵬、張泉、鄒健、涂曉晴、馬雪蓮、何輝、戴傑
- キャラクターデザイン - 陳聯運
- 美術監督 - 兪臻彦
- 芸術監督 - 銭運達
- 音響監督 - 王継華
- 音楽 - 張浚鵬
- 編集責任者 - 張志敏
- クリエイティブ・ディレクター - 張海潮、周鳳英
- 絵コンテ - 前園文夫、寺田和男、大原実、三浦陽、福冨博、増田敏彦、津田義三、朱敏
- 総監督 - 朱敏、沈寿林、大賀俊二
- 制作 - 北京輝煌動画、フューチャー・プラネット
- 製作 - 中国中央電視台少児頻道、北京輝煌動画、央視動画（中国語版）、フューチャー・プラネット、タカラトミー

日本語版スタッフ
- 企画 - 西國晃（フォーサム）
- エグゼクティブプロデューサー - 佐藤慶太（タカラトミー）、堀義貴（ホリプロ）、田村明彦（テレビ東京）
- プロデューサー - 森岡宣喜→竹島智也（テレビ大阪）、渡辺和哉（読売広告社）、本田浩司（フォーサム）
- スーパーバイザー - 大賀俊二
- 音響監督 - 麦島哲也
- 録音スタジオ - スタジオT&T
- 音響制作 - HALF H・P STUDIO
- 日本語版制作 - テレビ大阪、フォーサム
- 日本語版製作 - タカラトミー、ホリプロ、テレビ東京
- 製作・著作 - GAC[7]、タカラトミー

## 日本語版
2009年3月開催の「東京国際アニメフェア2009」に出展され、劉備、関羽、張飛など登場人物の中国語の音声に日本語の字幕が付いたプロモーション映像が公開された。
2010年3月に日本語版の放送が正式決定し、番組の発表会見が行われた。この場において日本では「ホリプロ50周年記念番組」として、ホリプロに所属する俳優・タレントが主要な登場人物の声とナレーションほか、作品中に登場する人物の半分程を担当する事が公表された。
本作の放送に伴い、『おねがいマイメロディ』シリーズの後番組として、この枠で放送されていた『ジュエルペット』シリーズはテレビ東京製作のローカルセールス枠へ移動した。また、『魔法のステージ ファンシーララ』以来約13年間に渡り続いた、同枠におけるTVO制作全国ネットのアニメ番組は本作品を以て一旦終了となり、2020年4月に『トミカ絆合体 アースグランナー』が開始されるまでの9年間休止されることになった。
この作品を収録したDVD版もあり、セル版は全13巻で木製専用ケース付きが日本コロムビアから販売され、レンタル版は全13巻が販売された。

## キャスト
登場順に掲載されているエンディングクレジットの順に記載する。
| 登場人物       | 声の出演                        |
| -------------- | ------------------------------- |
| 張角           | 浪ちひろ                        |
| 貂蝉           | 木南晴夏                        |
| 王允           | 大石吾朗                        |
| 劉備           | 船越英一郎                      |
| 張飛           | 山崎裕太                        |
| 関羽           | 松永博史                        |
| 張世平         | 土屋貴司                        |
| 張宝           | サスケ・カツ                    |
| 董卓           | 河原さぶ                        |
| 督郵           | つぶやきシロー                  |
| 曹操           | 鶴見辰吾                        |
| 袁紹           | 谷崎弘一                        |
| 少帝           | 平澤慧洸                        |
| 張譲           | 長部純平                        |
| 献帝（陳留王） | 小川光樹                        |
| 段珪           | 佐々木崇雄                      |
| ソロ           | 竹内春樹                        |
| 李儒           | 石塚義之（アリtoキリギリス）    |
| 丁原           | 藤部昌嗣                        |
| 呂布           | ささきいさお                    |
| 李粛           | 菊田大輔                        |
| 袁隗           | 三好幸次                        |
| 陳宮           | 野村浩二（江戸むらさき）        |
| 呂伯奢         | 秋元法郎                        |
| 公孫瓚         | 土屋貴司                        |
| 潘鳳           | 三好幸次                        |
| 華雄           | 茂平                            |
| 張温           | 長部純平                        |
| 郭嘉           | 茂平                            |
| 張遼           | 三好幸次                        |
| 李傕           | 西尾季隆（X-GUN）               |
| 郭汜           | さがね正裕（X-GUN）             |
| 賈詡           | 藤部昌嗣                        |
| 程昱           | 佐々木崇雄                      |
| 典韋           | 磯山良司（江戸むらさき）        |
| 于禁           | 山田純大                        |
| 趙雲           | 載寧龍二                        |
| 陶謙           | 高橋義則                        |
| 田氏           | つぶやきシロー                  |
| 曹豹           | 藤部昌嗣                        |
| 紀霊           | 伝坂勉                          |
| 張繡           | 酒巻光宏                        |
| 胡車児         | 堂坂晃三                        |
| 陳登           | 下和田ヒロキ                    |
| 陳珪           | 千田光男                        |
| 呂布の妻       | 原島梢                          |
| 宋憲           | 佐々木啓夫                      |
| 荀攸           | 大林隆介                        |
| 侯成           | 酒巻光宏                        |
| 魏続           | 中山大吾                        |
| 夏侯蓮         | 原島梢                          |
| 夏侯蓮の妹     | 牧口真幸                        |
| 董承           | 堂坂晃三                        |
| 許褚           | 磯山良司（江戸むらさき）        |
| 車冑           | 酒巻光宏                        |
| 劉岱           | 堂坂晃三                        |
| 夏侯惇         | 酒井敬幸                        |
| 徐晃           | 金光宣明                        |
| 甘夫人         | 原島梢                          |
| 糜夫人         | 藤葉愛香                        |
| 文丑           | 酒巻光宏                        |
| 孫乾           | 平野俊隆                        |
| 孔秀           | 佐々木啓夫                      |
| 孟担           | 堂坂晃三                        |
| 卞喜           | 酒巻光宏                        |
| 王植           | 金光宣明                        |
| 胡班           | 堂坂晃三                        |
| 秦琪           | 佐々木啓夫                      |
| 関平           | 野村浩二（江戸むらさき）        |
| 沮授           | 佐々木啓夫                      |
| 許攸           | 平野俊隆                        |
| 張郃           | 仁科洋平                        |
| 劉曄           | 酒巻光宏                        |
| 高覧           | 堂坂晃三                        |
| 郭図           | 平野俊隆                        |
| 曹洪           | 佐々木啓夫                      |
| 曹仁           | 金光宣明                        |
| 徐庶           | 佐々木啓夫                      |
| 諸葛亮         | 石井正則（アリtoキリギリス）    |
| 崔州平         | 酒巻光宏                        |
| 諸葛均         | 松井尚吾                        |
| 荀彧           | 大林隆介                        |
| 李典           | 金光宣明                        |
| 曹丕           | 佐々木啓夫                      |
| 周倉           | 堂坂晃三                        |
| 夏侯傑         | 堂坂晃三                        |
| 劉琦           | 佐々木啓夫                      |
| 孫権           | 伊藤洋三郎                      |
| 魯粛           | 大石吾朗                        |
| 張昭           | 大林隆介                        |
| 虞翻           | 酒巻光宏                        |
| 陸績           | 堂坂晃三                        |
| 黄蓋           | 宇垣秀成                        |
| 諸葛瑾         | 佐々木啓夫                      |
| 周瑜           | 鈴木一真                        |
| 小喬           | 戸田菜穂                        |
| 蔡瑁           | 堂坂晃三                        |
| 張允           | 佐々木啓夫                      |
| 蔡勲           | 金光宣明                        |
| 甘寧           | 酒巻光宏                        |
| 蔣幹           | 平野俊隆                        |
| 丁奉           | 仁科洋平                        |
| 毛玠           | 金光宣明                        |
| 蔡中           | 佐々木啓夫                      |
| 蔡和           | 堂坂晃三                        |
| 闞沢           | 金光宣明                        |
| 龐統           | 宇垣秀成                        |
| 糜竺           | 藤部昌嗣                        |
| 凌統           | 堂坂晃三                        |
| 牛金           | 堂坂晃三                        |
| 周泰           | 酒巻光宏                        |
| 呂範           | 堂坂晃三                        |
| 徐盛           | 酒巻光宏 / 宇垣秀成             |
| 呉国太         | 巴菁子                          |
| 喬国老         | 平野俊隆                        |
| 玉錦（孫夫人） | 鈴木砂羽                        |
| 陳武           | 金光宣明                        |
| 夏侯淵         | 堂坂晃三                        |
| 程普           | 平野俊隆                        |
| 馬超           | 土田大                          |
| 韓遂           | 大林隆介                        |
| 侯選           | 堂坂晃三                        |
| 龐徳           | 仁科洋平                        |
| 馬岱           | 三戸崇史                        |
| 張松           | 堂坂晃三                        |
| 楊修           | 佐々木啓夫                      |
| 李恢           | 酒巻光宏                        |
| 劉禅（阿斗）   | つぶやきシロー / 原島梢（幼少） |
| 周善           | 佐々木啓夫                      |
| 魏延           | 木村彰吾                        |
| 厳顔           | 藤本譲                          |
| 張任           | 宇垣秀成                        |
| 卓膺           | 酒巻光宏                        |
| 呂蒙           | 藤本譲                          |
| 司馬懿         | 中村秀利                        |
| 韓浩           | 酒巻光宏                        |
| 黄忠           | 大林隆介                        |
| 費詩           | 秋吉徹                          |
| 王甫           | 山崎健太郎                      |
| 陸遜           | 秋吉徹                          |
| 劉封           | 酒巻光宏                        |
| 張苞           | 山崎健太郎                      |
| 関興           | 内田朝陽                        |
| 潘璋           | 堂坂晃三                        |
| 皇子1          | 西優子                          |
| 皇子2          | 高倉有加                        |
| 鄧芝           | 坂口候一                        |
| 孟獲           | 西尾季隆（X-GUN）               |
| 金環三結       | 金光宣明                        |
| 祝融夫人       | 比企理恵                        |
| 董荼那         | 坂口候一                        |
| 馬謖           | 河本邦弘                        |
| 王平           | 土屋貴司                        |
| 孟優           | 中島卓偉                        |
| 張岳           | 酒巻光宏                        |
| 馬忠           | 宇垣秀成                        |
| 兀突骨         | 宇垣秀成                        |
| 韓徳           | 金光宣明                        |
| 韓瓊           | 秋吉徹                          |
| 夏侯楙         | 樫井笙人                        |
| 崔諒           | 酒巻光宏                        |
| 馬遵           | 小室正幸                        |
| 姜維           | 山田純大                        |
| 梁虔           | 秋吉徹                          |
| 司馬師         | 丹波義隆                        |
| 司馬昭         | 川村陽介                        |
| 楊儀           | 大石吾朗                        |
| 蔣琬           | 秋吉徹                          |
| 王双           | 三宅健太                        |
| 郭淮           | 相馬幸人                        |
| 廖化           | 金光宣明                        |
| 孫礼           | 酒巻光宏                        |
| 曹叡           | 三戸崇史                        |
| 李豊           | 千代将太                        |
| 費禕           | 坂口候一                        |
| 鄭文           | 石垣佑磨                        |
| 高翔           | 酒巻光宏                        |
| 李福           | 堂坂晃三                        |
| 夏侯覇         | 藤部昌嗣                        |
| 趙直           | 山崎健太郎                      |
| 曹爽           | 堂坂晃三                        |
| 賈充           | 山崎健太郎                      |
| 鄧艾           | 佐々木啓夫                      |
| 鍾会           | 酒巻光宏                        |
| 黄皓           | 秋吉徹                          |
| 鄧忠           | 堂坂晃三                        |
| ナレーション   | 鹿賀丈史                        |

## 主題歌
オープニングテーマ「風の会話」
作詞 - 阿久悠 / 作曲 - 鈴木キサブロー / 編曲 - 山下康介 / 歌 - ささきいさお（コロムビアミュージックエンタテインメント）
阿久悠が生前に執筆した歌詞集『書き下ろし歌謡曲』に収録された歌詞に曲を付け、歌として完成させたもの。第1話 - 第26話は1番、第27話 - 第52話は2番の歌詞を使用。
エンディングテーマ「愛は降る星のごとく」（第1話 - 第26話）
作詞 - 岩里祐穂 / 作曲・編曲 - 鷺巣詩郎 / 歌 - May'n（flying DOG）
エンディングテーマ「ユラリユララ」（第27話 - 第52話）
作詞・作曲・編曲・歌 - 中島卓偉（ゼティマ/アップフロントワークス） / 弦編曲 - 菊谷知樹
第43話からアレンジがマイナーチェンジされた。

## 各話リスト
| 話数   | 放送日        | サブタイトル       | 原題           |
| ------ | ------------- | ------------------ | -------------- |
| 第1話  | 2010年 4月4日 | 桃園の誓い         | 桃园结义       |
| 第2話  | 4月11日       | 漢王室の風雲       | 董卓进京       |
| 第3話  | 4月18日       | 董卓討伐軍         | 三英战吕布     |
| 第4話  | 4月25日       | 悲しき策略         | 连环计         |
| 第5話  | 5月2日        | 董卓の最期         | 凤仪亭         |
| 第6話  | 5月9日        | 曹操の野望         | 让徐州         |
| 第7話  | 5月16日       | 呂布と劉備         | 移驾许都       |
| 第8話  | 5月23日       | 駆虎呑狼の計       | 辕门射戟       |
| 第9話  | 5月30日       | 宛城の戦い         | 战宛城         |
| 第10話 | 6月6日        | 堕ちた英雄         | 白门楼         |
| 第11話 | 6月13日       | 英雄の資格         | 煮酒论英雄     |
| 第12話 | 6月20日       | 三つの条件         | 关羽约三事     |
| 第13話 | 6月27日       | 五関突破           | 千里走单骑     |
| 第14話 | 7月4日        | 古城の再会         | 古城会         |
| 第15話 | 7月11日       | 官渡の戦い（前編） | 官渡之战（上） |
| 第16話 | 7月18日       | 官渡の戦い（後編） | 官渡之战（下） |
| 第17話 | 7月25日       | 三顧の礼           | 三顾茅庐       |
| 第18話 | 8月1日        | 軍師・孔明登場     | 孔明出山       |
| 第19話 | 8月8日        | 一騎当千           | 单骑救阿斗     |
| 第20話 | 8月15日       | 長坂坡の戦い       | 长坂坡         |
| 第21話 | 8月22日       | 赤壁・孔明の舌戦   | 舌战群儒       |
| 第22話 | 8月29日       | 赤壁・周瑜の陰謀   | 群英会         |
| 第23話 | 9月5日        | 赤壁・十万本の矢   | 草船借箭       |
| 第24話 | 9月12日       | 赤壁・苦肉の計     | 苦肉计         |
| 第25話 | 9月19日       | 赤壁・東の風       | 借东风         |
| 第26話 | 9月26日       | 赤壁・勝敗決す     | 火烧赤壁       |
| 第27話 | 10月3日       | 南郡進攻           | 智取南郡       |
| 第28話 | 10月10日      | 劉備の結婚（前編） | 甘露寺（上）   |
| 第29話 | 10月17日      | 劉備の結婚（後編） | 甘露寺（下）   |
| 第30話 | 10月24日      | 周瑜の死           | 卧龙吊丧       |
| 第31話 | 10月31日      | 馬超起つ           | 马超起兵       |
| 第32話 | 11月07日      | 張松の地図         | 张松献图       |
| 第33話 | 11月14日      | 劉備、蜀に入る     | 刘备入川       |
| 第34話 | 11月21日      | 武将・厳顔         | 义释严颜       |
| 第35話 | 11月28日      | 陰謀の宴           | 单刀赴会       |
| 第36話 | 12月5日       | 定軍山の戦い       | 定军山         |
| 第37話 | 12月12日      | 漢中王・劉備       | 关羽战庞德     |
| 第38話 | 12月19日      | 関羽死す!          | 走麦城         |
| 第39話 | 12月26日      | 三国鼎立           | 火烧连营       |
| 第40話 | 2011年 1月2日 | 劉備の遺言         | 白帝城         |
| 第41話 | 1月9日        | 南蛮王・孟獲       | 七擒孟获（上） |
| 第42話 | 1月16日       | 猛獣部隊           | 七擒孟获（中） |
| 第43話 | 1月23日       | 南蛮平定           | 七擒孟获（下） |
| 第44話 | 1月30日       | 北伐開始           | 出师北伐       |
| 第45話 | 2月6日        | 智将・姜維         | 收姜维         |
| 第46話 | 2月13日       | 空蝉の城           | 空城计         |
| 第47話 | 2月20日       | 諸葛亮対司馬懿     | 斗智祁山       |
| 第48話 | 2月27日       | 妖怪の兵士         | 诸葛妆神       |
| 第49話 | 3月6日        | 六度目の進軍       | 六出祁山       |
| 第50話 | 3月13日       | 五丈原の風         | 五丈原         |
| 第51話 | 3月20日       | 司馬懿の反乱       | 政归司马氏     |
| 第52話 | 3月27日       | つわもの達よ       | 三国归晋       |

## 放送局
| 放送期間                      | 放送時間                     | 放送局             | 対象地域       | 備考                |
| ----------------------------- | ---------------------------- | ------------------ | -------------- | ------------------- |
| 2010年4月4日 - 2011年3月27日  | 日曜 9:30 - 10:00            | テレビ大阪         | 大阪府         | 制作・番組送出局    |
|                               |                              | テレビ東京         | 東京都         | 製作局              |
|                               |                              | テレビ愛知         | 愛知県         |                     |
|                               |                              | テレビ北海道       | 北海道         |                     |
|                               |                              | テレビせとうち     | 岡山県・香川県 |                     |
|                               |                              | TVQ九州放送        | 福岡県         |                     |
| 2010年4月11日 - 2011年4月10日 | 日曜 18:30 - 19:00           | テレビ和歌山       | 和歌山県       | 途中1週放送なし     |
| 2010年10月2日 - 2011年10月1日 | 土曜 0:30 - 1:00（金曜深夜） | キッズステーション | 日本全域       | 再放送あり          |
| 2011年4月7日 - 2012年5月17日  | 木曜 19:30 - 19:57           | 岐阜放送           | 岐阜県         | 最終日は2話連続放送 |

| 放送期間          | 放送時間（現地）          | 放送局                            | 国・地域 | 備考                              |
| ----------------- | ------------------------- | --------------------------------- | -------- | --------------------------------- |
| 2009年8月1日より  | 毎日 18:00より（2話連続） | CCTV-8 （テレビドラマチャンネル） | 中国大陸 | 製作局 テレビドラマ式の全26話編成 |
| 2010年8月9日より  | 月曜 - 木曜 23:00より     | 中国電視公司（CTV）               | 台湾     | [ 12 ]                            |
| 2010年9月6日より  | 月曜 - 火曜 19:05より     | 韓国教育放送公社（EBS）           | 韓国     | [ 13 ]                            |
| 2011年4月11日より | 月曜 - 金曜 19:30より     | HTV3                              | ベトナム | [ 14 ]                            |

## 参考資料
ニュースサイト
- “タカラトミーなど制作のアニメ「三国演義」中国放映開始”. サーチナ (モーニングスター). (2009年3月18日)
- “アニメ「三国演義」が、完成”. CRIonline (中国国際放送局). (2009年3月19日)
- “「三国演義」 日中合作で完全アニメ化”. FujiSankei Business i (産経デジタル). (2009年3月23日).  オリジナルの2009年3月28日時点におけるアーカイブ。
- “船越英一郎、声優大役に期待…ホリプロ50周年記念アニメ”. スポーツ報知 (報知新聞社). (2010年3月25日).  オリジナルの2010年3月27日時点におけるアーカイブ。